# Ladislav Mňačko

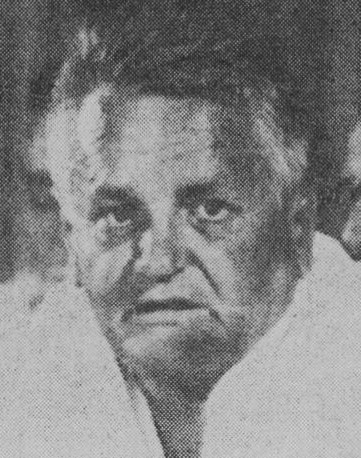
Ladislav Mňačko i Israel 1967

Ladislav Mňačko, född 28 januari 1919 in Valašské Klobouky, död 24 februari 1994 i Bratislava, var en slovakisk författare och journalist. 
Mňačko var delaktig i partisanrörelsen under andra världskriget. Efter kriget stöttade han det Tjeckoslovakiska kommunistpartiet och var en av dess mer framträdande journalister. Efter att ha ändrat åsikt blev han en av regimens mest högljudda kritiker, vilket gjorde att han blev förföljd och censurerad i landet. Hösten 1967 reste han till Israel som en protest mot Tjeckoslovakiens ställningstagande i Sexdagarskriget, men återkom till Tjeckoslovakien strax därefter.
Efter att Warszawapakten under ledning av Sovjetunionen invaderade Tjeckoslovakien i augusti 1968 emigrerade han till Österrike, där han levde i 21 år. 1968 och 1969 hjälpte han tjeckoslovakiska flyktingar som kom till Wien. I januari 1990 återvände han till Tjeckoslovakien. Efter Tjeckoslovakiens delning 1992, som han motsatte sig, flyttade han till Prag. Han dog 1994, och ligger begravd i Lukovištia.
Mňačko är en av få slovakiska författare som på 1950- och 1960-talet översattes till engelska.